# Comuna Topilnîțea, Starîi Sambir
Topilnîțea (în ucraineană Топільниця) este o comună în raionul Starîi Sambir, regiunea Liov, Ucraina, formată din satele Nedilna și Topilnîțea (reședința).

## Demografie
Componența lingvistică a comunei Topilnîțea
     Ucraineană (99,89%)
     Alte limbi (0,11%)
Conform recensământului din 2001, majoritatea populației comunei Topilnîțea era vorbitoare de ucraineană (99,89%), existând în minoritate și vorbitori de alte limbi.